# Tigrul Alb (Hector Ayala)
Tigrul Alb (Hector Ayala) este un personaj fictiv care apare în benzile desenate americane publicate de Marvel Comics. Este primul personaj care are numele de White Tiger și a fost creat de Bill Mantlo și George Pérez. De origine portoricană, Tigrul Alb a fost primul personaj principal latino-american din istoria benzilor desenate americane și primul supererou spaniol al Marvel. Primul membru al familiei sale care a preluat acest titlu, Hector este unchiul Angelei del Toro și fratele Avei Ayala.
Héctor Ayala apare în serialul de televiziune din Universul Cinematic Marvel, Daredevil: Born Again (2025), interpretat de Kamar de los Reyes.

## Istoricul publicațiilor
White Tiger a apărut pentru prima dată în Deadly Hands of Kung Fu #19 (decembrie 1975). După debutul său, personajul apare ulterior în The Deadly Hands of Kung Fu #20–24 (ianuarie–mai 1976), #26–27 (iulie–august 1976), #29–32 (octombrie 1976 – ianuarie 1977), The Spectacular Spider-Man #9–10 (august–septembrie 1977), Human Fly #8–9 (aprilie–mai 1978), The Spectacular Spider-Man #18–21 (mai–august 1978), The Defenders #62–64 (august–octombrie 1978), The Spectacular Spider-Man #22–23 (septembrie–octombrie 1978), #25–26 (decembrie 1978 – ianuarie 1979), #29–31 (aprilie–iunie 1979), #51–52 (februarie–martie 1981), Spidey Super Stories #57 (martie 1982), Daredevil #38–40 (decembrie 2002 – februarie 2003) și Daredevil #69 (martie 2005).
White Tiger a primit o prezentare în Official Handbook of the Marvel Universe #14. A apărut și ca parte a secțiunii „Sons of the Tiger” din Official Handbook of the Marvel Universe Deluxe Edition #12. De asemenea, White Tiger a avut propria sa prezentare în Official Handbook of the Marvel Universe Master Edition #11. Héctor Ayala apare în numărul one-shot Marvel's Voices: Comunidades #1 (octombrie 2021), într-o poveste intitulată „Pa'lante Juntos”, iar moștenirea sa este explorată mai departe într-o altă poveste, dedicată Avei, numită „Legados”. Ayala reapare și în Marvel's Voices: Comunidades Vol. 2 #1 (septembrie 2022), ca personaj într-un flashback, în povestea „Secret Savior”.
Când s-a luat decizia ca White Tiger să devină personajul principal al seriei Deadly Hands of Kung Fu, iar Sons of the Tiger să rămână personaje secundare, Bill Mantlo și-a propus să redea în mod autentic atmosfera „dură a cartierelor sărace” din New York.Crezând că, fiind portorican, George Pérez avea o „cunoaștere intimă” a vieții de zi cu zi din South Bronx în anii ’70, Mantlo i-a propus artistului să creeze „un personaj care să reflecte acea realitate sumbră”.Din cauza stilului monocromatic al revistei Deadly Hands of Kung Fu, conceptul inițial pentru costumul lui White Tiger era pur și simplu costumul lui Spider-Man „fără niciun detaliu”. Pornind de la această idee, Pérez a realizat aspectul vizual al personajului, spre satisfacția amândurora, deoarece era considerat elegant și se potrivea bine în limitele impuse de paleta de culori.

Artă conceptuală cu Héctor Ayala în ipostaza de civil și ca White Tiger.

Artistul a declarat că Bill Mantlo, cunoscut pentru conștiința sa socială, „era probabil mult mai conștient de semnificația creării primului supererou latino” care să fie personaj principal și a descris procesul de creare a lui White Tiger drept unul „organic”, datorită propriului său background. Pérez a ales numele personajului inspirându-se de la unii dintre „prieteni din cartier” și i-a oferit o față care amintește de fratele său, David, iar figura mamei a fost bazată pe propria sa mamă.Artistul a ilustrat mediul înconjurător al personajului pe baza propriilor sale experiențe trăite în cartierele interioare ale orașului. Aspectul „aerodinamic” al costumului avea scopul de a accentua cuvântul „alb” (white) și de a-l adapta formatului revistei, însă Pérez avea să regrete mai târziu faptul că nu a adăugat dungi în design.Mișcările prezentate în ilustrațiile sale erau compuse din tehnici de arte marțiale „exagerate”. Când l-a readus în prim-plan pe Ayala în 2021, Daniel José Older a menționat că nu ar fi pus cuvintele în italice „atunci când [personajele] trec natural de la spaniolă la engleză”. Autorul și-a bazat povestea pe un eseu pe care îl scrisese pentru The New York Times, intitulat „Garbage Fires for Freedom: When Puerto Rican Activists Took Over New York's Streets”

## Biografia personajului fictiv
Hector Ayala s-a născut în orașul San Juan, Puerto Rico. Era student la Empire State University din New York când a găsit amuletele cu tigrul pe care Sons of the Tiger le purtaseră și le abandonaseră. Punându-le pe toate trei, el a fost transformat într-o formă supraumană numită White Tiger. A descoperit că purtând toate pandantivele simultan își sporea forța și dobândea abilități aproape supraomenești în artele marțiale.
În alter ego-ul său, Ayala a intrat în acțiune pentru prima dată împotriva unei bande de stradă. Apoi, a luptat cu Prowler, care credea că el era un criminal. White Tiger s-a confruntat cu Jack of Hearts, care, de asemenea, îl considera responsabil pentru moartea tatălui său. White Tiger a înfruntat atacatori mascați necunoscuți ai cartelului criminal Corporation, care amenințau sora sa și pe Jack of Hearts. Alături de Jack of Hearts, Shang-Chi și Iron Fist, White Tiger a luptat împotriva lui Stryke și a altor agenți ai Corporation, și a aflat că fratele său Filippo încerca să-și găsească un loc de muncă la Fu Manchu. Ulterior, Hector s-a întâlnit cu Sons of the Tiger.
Ayala a fost impersonat de Profesorul Vasquez și a luptat cu Spider-Man în mijlocul confuziei. Identitatea secretă a lui Ayala a fost ulterior expusă publicului într-o bătălie cu Lightmaster pe terenurile Empire State University. Alături de Spider-Man și Daredevil, a luptat apoi împotriva Masked Marauder, Darter și Carrion. Ayala a fost mai târziu împușcat de Gideon Mace și a fost aproape ucis. A fost operat pentru a-i fi scoase gloanțele și s-a recuperat. După ce a dezvoltat o dependență nesănătoasă, atât psihologică, cât și fizică, de amuletele cu tigru, Hector a abandonat identitatea de White Tiger. I-a dat amuletele unui detectiv privat pe nume Blackbyrd, care le-a returnat Sons of the Tiger. Hector s-a mutat apoi în vest, împreună cu prietena sa, Holly Gillis.
După un timp, chemarea de a purta amuletele și de a lupta împotriva răului a devenit prea puternică, iar Hector a devenit din nou White Tiger. La scurt timp după aceea, Hector a fost acuzat pe nedrept de crimă și condamnat, în ciuda eforturilor avocatului său, Matt Murdock (alias Daredevil). Ayala a fost împușcat mortal în timp ce încerca să evadeze, cu puțin timp înainte ca dovezile să apară, dovedindu-i nevinovăția.

### Moștenirea familiei
Angela Del Toro, nepoata lui Hector și agent FBI, a moștenit amuletele cu Tigrul de Jad. Angela a renunțat la FBI pentru a înțelege amuletele și a fost antrenată în folosirea puterilor lor de către Daredevil, devenind ultima persoană care a preluat identitatea White Tiger, înainte de a fi ucisă de The Hand și înviată ca slujitorul lor. După ce a fost vindecată de Black Tarantula, s-a alăturat lui Daredevil în rândurile The Hand.
Sora adolescentă a lui Hector, Ava Ayala, a apărut mai târziu ca noul White Tiger.
Ca White Tiger, Hector purta cele trei amulete mistice cu tigru (un cap și două labe), care erau verzi în unele versiuni și galbene în altele, provenind din tărâmul extra-dimensional K’un-L’un, amulete care fuseseră purtate inițial de Sons of the Tiger (Abe Brown, Bob Diamond și Lin Sun). Când purta amuletele, forța fizică, viteza, rezistența, agilitatea, dexteritatea, reflexele și reacțiile, coordonarea, echilibrul și anduranța lui Hector erau toate îmbunătățite, deși nu până la punctul de a fi invincibil. Amuleta îi confera, de asemenea, experiența și abilitățile unui maestru al artelor marțiale. White Tiger poseda aceste abilități îmbunătățite doar atunci când purta toate cele trei amulete mistice cu tigru, iar dușmanii se foloseau de acest lucru.
În realitatea alternativă din povestea House of M din 2005, Hector este capturat de Brotherhood, care amenință familia sa. El își trimite familia în America de Sud și trimite amuleta sa lui Angela Del Toro prin poștă. După ce refuză să se alăture și să saboteze versiunea universului a Avengers condusă de Luke Cage, a fost înscenat și condamnat.
Ayala apare ca White Tiger în realitatea MC2. În această realitate, el este văzut ca un concurent într-un turneu de arte marțiale organizat de Deadpool. Ayala este văzut perfecționându-și abilitățile împotriva Sons of the Tiger, inclusiv Black Tiger și Lotus Shinchuko. El este văzut ultima dată efectuând o imobilizare asupra lui Robert Diamond.
În She-Hulk (Vol. 2) #21 (2007), un om de știință renegat din Earth-721 (Earth-A) a inventat o mașină de traversare dimensională care le permitea cetățenilor obișnuiți să călătorească pe Earth-616, unde deveneau superputernici și primeau echipamentele asociate cu eroii din linia temporală principală. Printre aceștia se afla o versiune alternativă a lui Ayala, cu ochii strâmbi, care a primit acces la Amuletele Puterii. Acest impostor a atras atenția unității Code: Blue a NYPD și a fost arestat. Mai târziu, el a fost repatriat în realitatea sa originală de către Reed Richards.
Versiuni alternative ale lui Ayala apar și în apariții mai mici, luptând împotriva Wendigo alături de mai mulți supereroi în What If? #34 (1982) și ca o versiune a sa din Earth-57780 în Spidey Super Stories #37. El este menționat de Ava Ayala din Earth-13116 în Master of Kung Fu (Vol. 2) #3.
În 1999, colaborarea dintre editura italiană Panini Comics și Marvel UK a dus la crearea unei alte variante a lui Ayala, White Tiger din Earth-9411, marcând prima dată când personajul a fost publicat internațional de o terță parte.

## În alte media
- Hector Ayala / White Tiger apare în episodul Ultimate Spider-Man "Kraven the Hunter". Această versiune este al doilea White Tiger și tatăl lui Ava Ayala, care a fost ucis de Kraven the Hunter cu mulți ani în urmă, ceea ce a dus la faptul că Ava a adoptat mantia de White Tiger.
- Hector Ayala / White Tiger apare în Daredevil: Born Again, interpretat de Kamar de los Reyes.

## Impact cultural și moștenire

### Recepție critică și influență
Referitor la introducerea personajului, Ralph Macchio a spus că „în anii '70, a fost un eveniment destul de important să fie introdus un supererou hispanic, iar Hector Ayala, White Tiger, a fost în prima linie.” La lansare, personajul a servit drept inspirație pentru scriitorul The Ibis, Dave Schmidtt, care a reflectat asupra rolului supereroilor ca instrument de evaziune, fiind o figură cu puterea de a schimba realitatea în moduri în care oamenii obișnuiți nu pot. Javier Hernández, desenator și cofondator al Latino Comic Export, citează pe Hector Ayala ca fiind primul supererou cu care s-a identificat ca latino-american. Barbara F. Tobolowsky și Pauline J. Reynolds subliniază că includerea lui Ayala și a altor personaje în The Amazing Spider-Man a făcut publicația mai diversă, dar totuși a exploatat „stereotipurile albe fricoase” atunci când a fost vorba de poveștile de protest.
În 2016, Jon Huertas l-a jucat pe Hector Ayala într-un scurtmetraj independent intitulat White Tiger, produs de WestSide Stories Productions. Actorul a menționat că acesta este „personajul său Marvel preferat și cel cu care s-a identificat cel mai mult”, susținând că proiectul s-a născut din necesitatea „ca cineva să dezvolte un personaj comic masculin [hispanic] adult”. După ce a lucrat la Marvel's Voices, Older a afirmat că, fiind „primul supererou Latinx, White Tiger deține un statut esențial și iconic în istoria benzilor desenate” și a comentat despre importanța introducerii lui Ayala, spunând că a umplut golul celor care „au crescut ca [nerzi latino] fără să aibă persoane care să semene cu ei pe pagină și întrebându-se 'unde suntem?'”.
În retrospectivă, autorul și artistul de benzi desenate J. Gonzo consideră că introducerea lui White Tiger a fost importantă, deoarece a marcat apariția unui personaj complex latino-american, dar a menționat că în aparițiile ulterioare Marvel l-a împins pe personaj în plan secundar și, în cele din urmă, nu l-a adus cu adevărat în prim-plan, un tipar care s-a repetat și cu alți supereroi hispanici. În timp ce discuta despre distribuirea personajelor din cadrul Marvel Cinematic Universe, după succesul The Lord of the Rings: The Rings of Power de pe Amazon Prime, actorul portorican Ismael Cruz Córdova a spus că rolul lui Hector Ayala este „cel pe care [îl vrea cu adevărat] să-l joace” pentru studio. Considerând că White Tiger este un „personaj fantastic” datorită faptului că este un „erou improbabil... într-o călătorie de răscumpărare” care reflectă începuturile propriei sale vieți ca un tânăr sărac, hărțuit și marginalizat.

### Studii literare
În Teaching Comics by and about Latinos/as, Frederick Luis Aldama consideră că introducerea lui White Tiger a fost momentul în care supereroilor latini li s-au atribuit aspecte mai complexe ale caracterelor lor. El îl include și printre supereroii latino-americani care au fost „lansați în spate” în loc să fie aduși în prim-plan. În 2018, Marc DiPaolo a susținut un punct similar, spunând că Héctor Ayala a început o tendință de a-i portretiza pe aceștia mai mult decât simple stereotipuri, un tipar care a continuat în anii 1970. Ca parte a unei analize în studiile literare, Santiago Rubiano Velandia concluzionează că Ayala și alți contemporani sunt importanți pentru studiu, deoarece perpetuează stereotipul american conform căruia latino-americanii sunt, în principal, catolici devotați.
Capitolul patru din All New, All Different?, „Guess Who's Coming to Save You? The Rise of the Ethnic Superhero in the 1960s and 1970s”, de Allan W Austin și Patrick L Hamilton, explorează introducerea lui White Tiger în contextul supereroilor din diverse culturi. În Death Representations in Literature: Forms and Theories, Adriana Teodorescu folosește uciderea familiei sale ca studiu de caz pentru a stabili vulnerabilitatea cu care se confruntă supereroii atunci când identitățile lor secrete sunt expuse.

### Studii sociologice
Ca primul supererou latino-american care a ajuns în mainstream-ul benzilor desenate americane, personajul lui Ayala a fost subiectul unor cercetări privind reprezentarea hispanicilor în media. Un astfel de exemplu este Tigre Blanco, héroe del Barrio!: Living and Dying Latina/o in a Superhero World de Luis Saenz De Viguera Erkiaga, unde autorul analizează contextul sociologic al portoricanilor din New York în anii 1970, cum au fost marginalizați ca grup și cum i-a reprezentat Hollywood-ul prin stereotipuri negative. Caracterizarea lui Ayala înainte de a deveni White Tiger nu scapă de aceste clișee, deoarece monologul său interior și expresiile sale verbale sunt realizate bilingv, iar el este descris ca „pasiv” și „fiul inutil [al] unor portoricani muncitori și umili [care] își petrece timpul] bâjbâind prin alei întunecate, singur.”
În ciuda acestui fapt, tendința de a vorbi în „Spanglish”, o combinație între spaniola fragmentată (care nu reflecta cu exactitate spaniola portoricană) și engleza colocvială, a transformat personajul într-un „pionier pentru viitorii supereroi Latina/o”. În cele din urmă, Saenz consideră că această caracterizare nu reușește să reflecte corect comunitatea Nuyorican și este problematică, deoarece încearcă să fie „o reprezentare pozitivă a minorităților, în ciuda tuturor acestor probleme [astfel confirmând] viziunile hegemonice asupra portoricanoilor”. El identifică descrierile post-mortem ale personajului ca o încercare de a transforma această descriere într-una de „un model pentru personajele Latina/o [și o] figură onorabilă, inspirațională” într-o încercare de a se abate de la stereotipul inițial și a-l re-imagina conform standardelor actuale. În A Choice of Weapons: The X-Men and the Metaphor for Approaches to Racial Inequality, Gregory S Parks și Matthew Hughey sunt de acord că descrierea originală a personajului reflectă stereotipurile americane.